# Mexicanísimo
Mexicanísimo es el decimoquinto álbum de estudio del compositor griego Yanni. Fue lanzado el 11 de noviembre del 2010. El álbum es un tributo la música tradicional mexicana en saludo al bicentenario del Grito de Dolores

## Lista de temas
| N.º | Título                                                                    | Duración |  |
| 1.  | «El Cascabel» (de Lorenzo Barcelata)                                      | 3:31     |  |
| 2.  | «Granada» (de Agustín Lara)                                               | 3:52     |  |
| 3.  | «La Bikina» (de Alejandro Roth y Rubén Fuentes)                           | 2:34     |  |
| 4.  | «El Son De La Negra» (de Silvestre Vargas y Rubén Fuentes)                | 3:06     |  |
| 5.  | «Cielito Lindo» (de Quirino Mendoza)                                      | 3:08     |  |
| 6.  | «Silverio Pérez» (de Agustín Lara, interpretado por Pepe Aguilar)         | 2:36     |  |
| 7.  | «Guadalajara» (de Pepe Guízar y Paul Lynn)                                | 3:09     |  |
| 8.  | «Mi Ciudad» (de Guadalupe Trigo y Eduardo Salas, interpretado por Lucero) | 3:41     |  |
| 9.  | «María Bonita» (de Agustín Lara)                                          | 3:05     |  |
| 10. | «La Culebra» (de Silvestre Vargas y Rubén Fuentes)                        | 2:54     |  |
| 11. | «La Malagueña» (de Ernesto Lecuona)                                       | 4:29     |  |
| 12. | «México Lindo y Querido» (de Jesús Monge)                                 | 3:16     |  |